# یواس‌اس وهیدبی (ای‌جی-۱۴۱)
یواس‌اس وهیدبی (ای‌جی-۱۴۱) (به انگلیسی: USS Whidbey (AG-141)) یک کشتی بود که طول آن 176' بود. این کشتی در سال ۱۹۴۵ ساخته شد.